# Stefano Magaddino
Stefano „Groparul” Magaddino (pronunție în italiană [ˈsteːfano maɡadˈdiːno]; n. 10 octombrie 1891, Castellammare del Golfo, Sicilia, Regatul Italiei – d. 19 iulie 1974, New York City, New York, SUA) a fost un boss al familiei Buffalo din vestul statului New York⁠(d). Influența sa în lumea interlopă era recunoscută din Ohio până în sudul statului Ontario⁠(d). Cunoscut sub numele de Don Stefano prietenilor săi și Groparul (în engleză The Undertaker) pentru ceilalți, acesta  fost unul dintre membrii fondatori al consiliului de conducere al mafiei, Comisia.

## Biografie
Magaddino s-a născut pe 10 octombrie 1891 în Castellammare del Golfo, Sicilia. În Castellammare del Golfo, Magaddino a condus un clan aliat cu Giuseppe "Peppe" Bonanno și cu fratele său mai mare, Stefano. În anii 1900, clanurile se aflau în conflict cu Felice Buccellato, șeful mafiei Buccellato.  În 1902, Magaddino sosește la New York și devine un membru puternic al clanului Castellammarese. Magaddino era fratele bunicii materne a lui Joseph Bonanno. Familia lui Bonnano s-a stabilit în cartierul Williamsburg⁠(d) timp de 10 ani înainte să fie deportați în Italia.
În 1921, Magaddino a fugit în Buffalo, New York ca să nu fie acuzat de uciderea lui Camillo Caizzo din Avon, New Jersey⁠(d) după ce acesta din urmă l-a ucis pe fratele lui Magaddino, Pietro. În această perioadă, gașca Castellammarese a fost preluat de Nicolo Schiro⁠(d). Șeful familiei Buffalo, Joseph DiCarlo, a murit în 1922, iar Magaddino i-a preluat atribuțiile.
Joseph Bonanno a reintrat în Statele Unite în 1924 când s-a strecurat într-o barcă de pescuit cubaneză cu destinațiaTampa, Florida alături de fiul lui Magaddino, Peter Magaddino. Conform lui Bonanno, la sosirea într-o gară din Jacksonville, a fost reținut de ofițeri ai biroului de de imigrație și eliberat în cele din urmă pe cauțiune. S-a descoperit mai târziu că Magaddino a fost responsabil pentru eliberarea sa.
În 1924, Magaddino a devenit un cetățean american naturalizat.